# Ramón Suárez Picallo
Ramón Suárez Picallo (Veloi, Sada, 1894 - Buenos Aires, 14 d'octubre de 1964) fou un periodista i polític galeguista.
Suárez Picallo començà a treballar la terra als set anys, i als catorze acompanyava el seu pare com a mariner. Emigrà a l'Argentina amb catorze anys, i hi participà activament en la vida política i sindical. En 1917 la Revolució Russa el va dur a posicions més radicals. El 1918 fou candidat a regidor Buenos Aires i un any després fou candidat a senador per la Província de San Juan.
Fou secretari de redacció del setmanari Correo de Galicia de Buenos Aires des d'abril de 1926 al 16 de maig de 1931. Influenciat pel Seminario de Estudos Galegos i les publicacions Nós i A Nosa Terra, col·laborà en la creació de la Federación de Sociedades Gallegas, Agrarias y Culturales, d'ideologia republicana federal i socialista, de la que en fou president. Organitzà mítings contra la dictadura de Primo de Rivera i durant diversos anys la "Semana Galega" en homenatge a Pero Pardo de Cela. Fou secretari de redacció i col·laborador assidu d'El Despertar Gallego. El 30 de setembre de 1924 va publicar la revista Céltiga impulsada per Domingo Rial Seijo i dirigit per ell, Eduardo Blanco Amor i Eliseo Pulpeiro.
El 18 d'agost de 1925 estrenà la seva obra teatral patriòtica Marola al Teatro Mayo de Buenos Aires, amb música de Paz Hermo i assessoria teatral d'Eduardo Blanco Amor.
En 1926 viatjà a Europa per a participar en el congrés anual de l'Organització Internacional del Treball que se celebrà a Ginebra. També visità Galícia com a corresponsal de Céltiga per a contactar amb els cercles polítics. El 21 d'agost parlà al Círculo de Artesáns da Coruña sobre el naixement del nacionalisme gallec a Amèrica, acte en el qual fou presentat per Antón Villar Ponte, un dels fundadors de les Irmandades da Fala, amb qui faria una gran amistat.
De tornada a Buenos Aires, fundà una secció d'ORGA. La Federación de Sociedades Gallegas, Agrarias y Culturales i ORGA, renviaren com a delegats a l'Assemblea Republicana de la Corunya del 4 de juny de 1931. Ramón Suárez Picallo, Antón Alonso Ríos i Sigüenza. Alonso Ríos en fou elegit president de l'assemblea i Suárez Picallo candidat a les eleccions generals espanyoles de 1931, en les que fou elegit diputat. Al Parlament formaria part de les comissions de Treball i Previsió. A les eleccions generals espanyoles de 1933 no fou reescollit, cosa que aprofità per a estudiar dret a la Universitat de Santiago de Compostel·la
En desembre de 1931 participà en la fundació del Partit Galleguista, del que en fou ben aviat la imatge juntament amb Castelao i líder del sector esquerrà i nacionalista. El 1934 fou detingut i empresonat, acusat d'alentir la vaga general d'Astúries. Alhora, fou director d'A Nosa Terra. També col·laborà als diaris El Sol de Madrid, La Humanitat de Barcelona i El Ideal Vasco.
Fou un dels artífex que el PG formés part del Front Popular, amb el qual fou elegit diputat per la província de la Corunya a les eleccions generals espanyoles de 1936. Formà part de la comissió que va portar l'Estatut d'Autonomia de Galícia de 1936 a Madrid, on li va sorprendre l'esclat de la guerra civil espanyola. El seu germà José Antonio fou passejat a Sada. Acompanyà Castelao a Barcelona, on es responsabilitzà de la publicació de la revista galleguista Nova Galicia.
El 1939 marxà amb Marcial Fernández a Darnius, i d'allí a Perpinyà. D'ací a Cherbourg, on s'embarcà en el Queen Mary cap a Nova York.
El juliol de 1939 marxà a la República Dominicana, on hi exercí com a periodista i director del diari La Nación. Abandonà el país cap a Xile per pressions polítiques del govern de Leónidas Trujillo. Allí treballà als diaris La Opinión i La Hora, òrgan oficial del Partit Radical de Xile, que governà Xile entre 1938 i 1951, El Mercurio i El Sur de Concepción.
El 15 de novembre de 1944 participà en la fundació a Montevideo del Consello de Galiza, junt amb Alfonso Rodríguez Castelao, Elpidio Villaverde i Antón Alonso Ríos. El 1954 viatjà a Buenos Aires per a participar com a figura principal dels actes programats per la Comissió Intersocietària amb motiu del 18è aniversari del Plebiscit d'Estatut de Galícia. Abandonà l'Argentina per l'hostilidat del govern de Juan Domingo Perón. Hi torna el 1956 per a participar en el Primer Congrés de l'Emigració Gallega, celebrat del 24 al 31 de juliol als salons del Centro Asturiano.
En 1959 Picallo s'encarregà de la Càtedra de Cultura Gallega del Centro Lucense de Buenos Aires. Els seus darrers anys patí una malaltia mental que obligà a internar-lo. Va morir al sanatori del Centre Gallec de Buenos Aires el 14 d'octubre de 1964.